# 316028 Patrickwils
316028 Patrickwils è un asteroide della fascia principale. Scoperto nel 2009, presenta un'orbita caratterizzata da un semiasse maggiore pari a 2,2355464 UA e da un'eccentricità di 0,1025157, inclinata di 6,75541° rispetto all'eclittica.